# Schhhh!
|  | Denne artikel er oprettet af botten PalnaBot ud fra en ekstern database. Den kan derfor have sproglige fejl eller mangler. Denne skabelon kan fjernes efter kontrol af indholdet. |

Schhhh! er en børnefilm fra 2006 instrueret af Snobar Avani, Peter Hausner efter manuskript af Ulla Raben.

## Handling
Det er tidlig morgen. Mor og far er trætte, men Louis og hans bedste ven, Dynen, er helt friske. Så de går på opdagelse. Og selv en almindelig lejlighed kan sagtens rumme fantastiske verdener. Louis og Dynen starter med en flyvetur ud over det store, vilde ocean. De kører i bil, de fægter, de kører i rutsjebane på en fantasi-savanne, og under stor ståhej dækker de også morgenbord. Men så går det galt!